# Hugo Hävelid
Hugo Hävelid, född 1 januari 2004 i Täby, är en svensk professionell ishockeymålvakt som spelar för Djurgården Hockey i Hockeyallsvenskan. Han är tvillingbror till ishockeyspelaren Mattias Hävelid.
Hugo var med och vann silver med Sveriges juniorlandslag i junior-VM 2024.